# Söhngeit
Söhngeit ist ein sehr selten vorkommendes Mineral aus der Mineralklasse der „Oxide und Hydroxide“ mit der chemischen Zusammensetzung Ga(OH)3 und damit chemisch gesehen Galliumhydroxid.
Söhngeit kristallisiert im orthorhombischen Kristallsystem und entwickelt pseudokubische Kristalle sowie charakteristisch ausgebildete Kristallzwillinge und Mineral-Aggregate von bis zu einem Zentimeter Größe. In reiner Form ist Söhngeit farblos und durchsichtig. Durch vielfache Lichtbrechung aufgrund von Gitterbaufehlern oder polykristalliner Ausbildung kann er aber auch durchscheinend weiß sein und durch Fremdbeimengungen eine hellgelbe, hellbraune oder hellgrünlichgelbe Farbe annehmen.

## Etymologie und Geschichte
Als Entdecker des Söhngeits gilt Hugo Strunz, der das Mineral auf Anfang 1965 gesammelten, deutlich sekundär umgewandelten Germanit-Stufen mit Gallit-Entmischungen gefunden hatte. Entsprechende Untersuchungen führten zur Feststellung des Vorliegens eines neuen Minerals, welches 1965 von der IMA anerkannt wurde. Nur wenig später, im Jahre 1965, wurde das Mineral von Hugo Strunz in einem kurzen Artikel als Söhngeit beschrieben. Benannt wurde das Mineral nach dem Geologen Adolf Paul Gerhard Söhnge (1913–2006), der von 1950 bis 1968 Chefgeologe der Tsumeb Mine in Namibia war.
Das Typmaterial des Minerals wird an der Technischen Universität Berlin (Cotyp, Sammlungs-Nr. 86/69 am Standort 89-1) aufbewahrt.

## Klassifikation
Die strukturelle Klassifikation der International Mineralogical Association (IMA) zählt den Söhngeit zur Gruppe der nicht stöchiometrischen Einfachperowskite mit unbesetzter A-Position in der Perowskit-Supergruppe. Hier bildet er zusammen mit Dzhalindit und Bernalit die Söhngeit-Untergruppe.
Bereits in der veralteten 8. Auflage der Mineralsystematik nach Strunz gehörte der Söhngeit zur Mineralklasse der „Oxide und Hydroxide“ und dort zur Abteilung der „Hydroxide“, wo er zusammen mit Stottit die „Söhngeit-Stottit-Gruppe“ mit der System-Nr. IV/F.06 und den weiteren Mitgliedern Dzhalindit und Wickmanit bildete.
Im zuletzt 2018 überarbeiteten und aktualisierten Lapis-Mineralienverzeichnis nach Stefan Weiß, das sich aus Rücksicht auf private Sammler und institutionelle Sammlungen noch nach dieser klassischen Systematik von Karl Hugo Strunz richtet, erhielt das Mineral die System- und Mineral-Nr. IV/F.15-10. In der „Lapis-Systematik“ entspricht dies ebenfalls der Klasse „Oxide und Hydroxide“, dort allerdings der Abteilung „Hydroxide und oxidische Hydrate (wasserhaltige Oxide mit Schichtstruktur)“, wo Söhngeit zusammen mit Dzhalindit und Bernalit eine eigenständige, aber unbenannte Gruppe bildet.
Die seit 2001 gültige und von der International Mineralogical Association (IMA) und bis 2009 aktualisierte 9. Auflage der Strunz’schen Mineralsystematik ordnet den Söhngeit in die Abteilung der „Hydroxide (ohne U und V)“ ein. Diese ist weiter unterteilt nach der möglichen Anwesenheit von Hydroxidionen und Kristallwasser sowie der Kristallstruktur, so dass das Mineral entsprechend seiner Zusammensetzung und seinem Aufbau in der Unterabteilung „Hydroxide mit OH, ohne H2O; eckenverknüpfte Oktaeder“ zu finden ist, wo es nun Namensgeber der „Söhngeitgruppe“ mit der System-Nr. 4.FC.05 ist. Zur Söhngeitgruppe gehören nach wie vor Söhngeit, Dzhalindit und Bernalit.
Auch die vorwiegend im englischen Sprachraum gebräuchliche Systematik der Minerale nach Dana ordnet den Söhngeit in die Klasse der „Oxide und Hydroxide“ und dort in die Abteilung der „Hydroxide und hydroxyhaltige Oxide“ ein. Hier ist er in der unbenannten Gruppe 06.03.05 innerhalb der Unterabteilung „Hydroxide und hydroxyhaltige Oxide mit (OH)3- oder (OH)6-Gruppen“ zu finden.

## Chemismus
Söhngeit wurde 1965 als „erstes oxidisches Galliummineral“ beschrieben und ist bis heute auch das einzige Mineral mit Gallium als Hauptbestandteil geblieben. Ideales Ga(OH)6 besteht zu 77,62 % aus Ga2O3 und zu 22,38 % aus H2O, wohingegen in analysierten Söhngeit-Kristallen auch kleinere Gehalte an Silicium, Aluminium und Eisen nachgewiesen worden sind.

## Kristallstruktur
Söhngeit kristallisiert orthorhombisch in der Raumgruppe Pmn21 (Raumgruppen-Nr. 31) mit den Gitterparametern a = 7,4865 Å; b = 7,4379 Å und c = 7,4963 Å sowie 8 Formeleinheiten pro Elementarzelle.
Die Kristallstruktur des Söhngeits zeigt Gallium in nahezu zentrischer Anordnung. Die Sauerstoffatome bilden gestörte Oktaeder um das Gallium. Die Oktaeder sind eckenverknüpft und treten zu einem unendlichen Gerüst zusammen.

## Eigenschaften

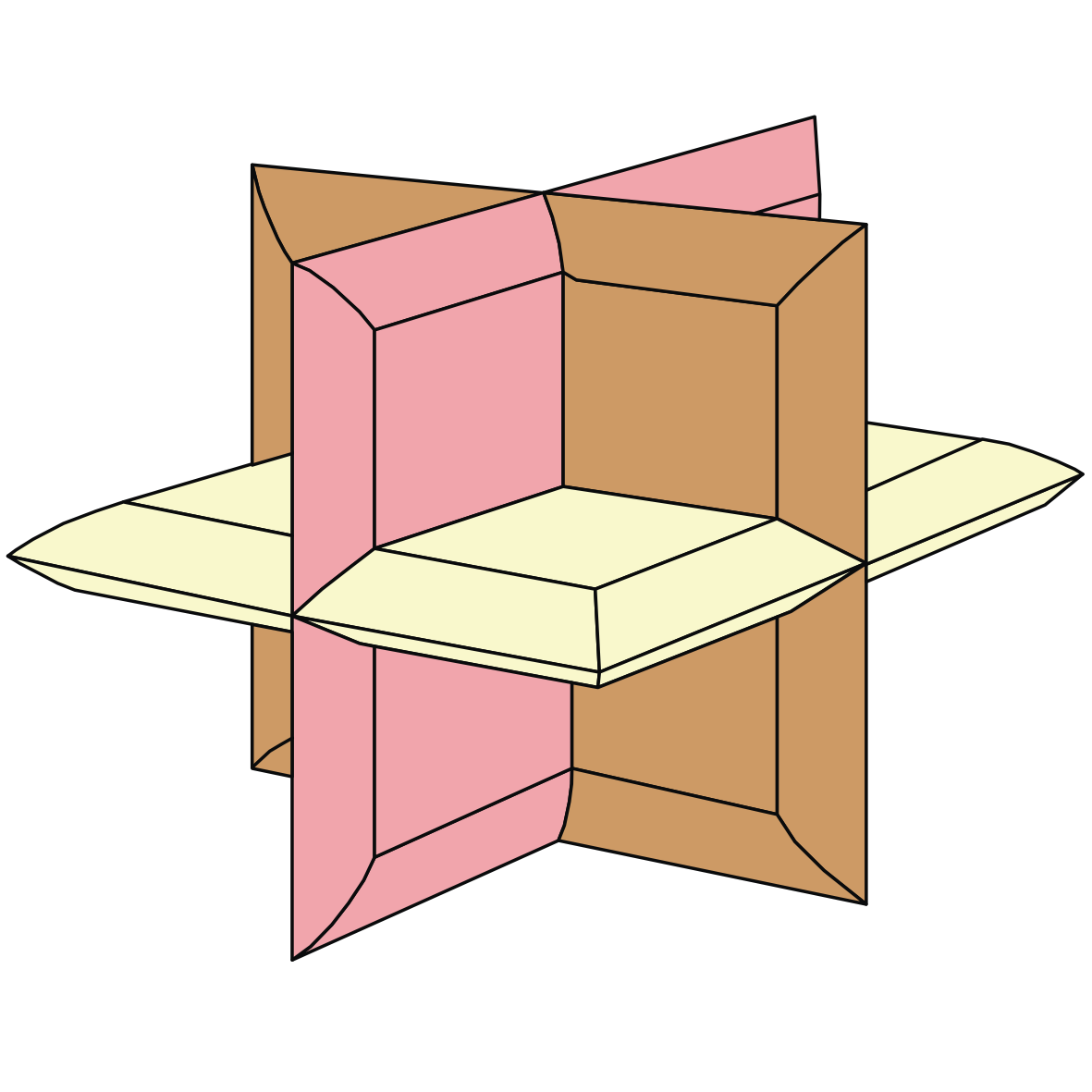
Zeichnung von Söhngeit-Kristallen, die zu einem idealisierten hypothetischen Drilling verwachsen sind

### Morphologie
Söhngeit bildet plattige bis tafelige, gebogene Kristalle, die zu eigenartigen, bis 1 cm großen Aggregaten zusammentreten. Charakteristisch ist dabei die orientierte, unter einem Winkel von 90° erfolgende Verwachsung der einzelnen Kristalle zu Kristallaggregaten, die in der links abgebildeten Zeichnung zu erkennen ist. Diese Aggregate werden auch als mehrfache Penetrationswillingsbildungen nach einem unbekannten Gesetz diskutiert, die eine kubische Kristallform vortäuschen. Häufig sind die Kristalle angelöst und können visuell nur dann identifiziert werden, wenn die charakteristischen Aggregate bzw. Penetrationszwillinge vorliegen.
Lange Zeit wurde davon ausgegangen, dass alle Söhngeite die beschriebenen Verwachsungen zeigen, jedoch sind auch tafelige Einzelkristalle bis 10 mm Größe sowie durchsichtige, unverzwillingte, pseudokubische Kristalle bis zu 1 mm Größe bekannt.

### Physikalische und chemische Eigenschaften
Die durchscheinenden bis durchsichtigen Kristalle und Aggregate des Söhngeits sind weiß, blassgelb, blassbraun, blassgrünlichgelb oder braun gefärbt, die Strichfarbe wird mit weiß angegeben.
Das Mineral zeigt „Andeutung würfeliger Spaltbarkeit“, ist also gut bis undeutlich in drei Richtungen nach {100}, {010} und {001} spaltbar. Mit einer Mohshärte von 4 bis 4,5 gehört Söhngeit zu den mittelharten Mineralen, die sich etwas leichter als das Referenzmineral Apatit mit dem Taschenmesser noch ritzen lassen. Die gemessene Dichte von synthetisierten Äquivalenten des Minerals beträgt 3,84 g/cm³, seine berechnete Dichte liegt bei 3,847 g/cm³.
Söhngeit ist gut löslich in Salzsäure (Chlorwasserstoff) und Schwefelsäure.

## Bildung und Fundorte
Das Mineral konnte bisher (Stand 2016) nur an seiner Typlokalität, der weltberühmten Cu-Pb-Zn-Ag-Ge-Cd-Lagerstätte der „Tsumeb Mine“ (Tsumcorp Mine) in Tsumeb, Region Oshikoto, Namibia, gefunden werden.
Söhngeit ist ein typisches Sekundärmineral und bildete sich in der zweiten (unteren) Oxidationszone der in Dolomitsteinen sitzenden hydrothermalen polymetallischen Erzlagerstätte Tsumeb. Er ist aus galliumhaltigen Germanit aus dem Tsumeb-Erzkörper entstanden. Das Mineral sitzt typischerweise in löchrig zerfressenem Germanit, der Gallit-Entmischungskörper enthält. Typische Fundorte in Tsumeb waren Bereiche auf den Sohlen zwischen 900 m und 1100 m Teufe.